# Georgius Zrunek
Georgius Juraj Zrunek, rodným jménem Josef Zrunek (19. března 1736 Vnorovy – 3. června 1789 Nižná Šebastová), byl františkánský mnich, varhaník a hudební skladatel.

## Život a dílo
Josef Zrunek se narodil ve Vnorovech v rodině místního regenschoriho Karla Zrunka.  Studoval na piaristickém gymnáziu v Kroměříži a na jezuitském gymnáziu v Trnavě. V roce 1753 vstoupil v Hlohovci do františkánského řádu. V roce 1755 přijal řeholní jméno Georgius. V letech 1755 až 1757 studoval filozofii v Nižné Šebastové a v letech 1758 až 1761 teologii v Hlohovci. Na kněze byl vysvěcen v roce 1760. Poté působil jako varhaník v klášterech v Žilině, Beckově, Skalici, Gyöngyösi, Vácu, Kremnici, Bardejově, Okoličném (část města Liptovský Mikuláš), Pruském, Prešově a nakonec v Nižné Šebastové, kde umřel.
Sestavil několik hudebních sborníků, do kterých sám přispěl; některé sborníky sestavil ve spolupráci s Edmundem Paschou. Podle některých zdrojů je autorem dvou vánočních mší ve sborníku E. Paschy Harmonie pastoralis (Pastýřská harmonie). Je uznáváno jeho autorství díla Missa Prima in F pro Festi Natalitiis.